# 若昂·穆蒂尼奥
若昂·菲利佩·伊里亚·桑托斯·穆蒂尼奥（葡萄牙語：João Filipe Iria Santos Moutinho；1986年9月8日—），是一名葡萄牙足球運動員，司職中場，效力於葡超球會布拉加。

## 职业生涯

### 球會
穆蒂尼奥是里斯本竞技青训体系的优秀代表。2004-2005赛季，当时年仅17岁的穆蒂尼奥已经开始代表一线队出战热身赛。在与队友及代表球队青年队出战时，又再次为俱乐部赢得国家杯。
2005年1月23日，穆蒂尼奥首次代表一队在葡萄牙杯出场。经过葡超联赛和欧洲赛事的磨练，穆蒂尼奥逐渐成为球队领袖。2006-2007赛季，穆蒂尼奥以19岁的年纪出任球队副队长。一个赛季后，又升任队长，时年20岁。他也成为俱乐部历史上第二年轻的队长。原先司职中场中路的他，也逐渐成为中场多面手，能够胜任攻击型中场、防守型中场、中前卫、右前卫等多个位置。
2010年7月3日，穆蒂尼奥與波圖簽下五年合約，並在當時的教練保亞斯的領導下，協助球隊奪得葡超聯賽冠軍、葡萄牙盃冠軍及歐霸盃冠軍，次年球季成功衛冕聯賽冠軍。
2013年5月24日，穆蒂尼奥與波尔图隊友一同轉投剛重返法甲球队摩纳哥。轉會費合共6,000萬英鎊(約7,000萬歐元)，穆蒂尼奥身價為2,150萬英鎊(約2,500萬歐元)，合約為期五年至2018年夏季。
2018年轉投英超狼隊，直至2023年6月2日宣佈離隊。

### 國家隊
穆蒂尼奥于2005年首次入选葡萄牙国家队，年仅18岁的他于8月17日首次为国出征，对手是埃及。但他没能入选葡萄牙队2006年世界杯的大名单。2008年欧洲杯时，穆蒂尼奥终于首次代表葡萄牙队出战重大国际比赛。2012年歐洲國家盃及2014年世界盃亦有入選國家隊並擔正，其後的2016年歐洲國家盃，穆蒂尼奥協助國家隊晉身決賽，並於加時階段助攻予艾達射入致勝一球，葡萄牙最終首度染指大賽錦標。

## 榮譽

### 士砵亭
- 葡萄牙盃冠軍﹕2006-07、2007-08
- 葡萄牙超級盃冠軍﹕2007、2008

### 波圖
- 歐霸盃冠軍﹕2010-11
- 葡超聯賽冠軍﹕2010-11、2011-12、2012-13
- 葡萄牙盃冠軍﹕2010-11
- 葡萄牙超級盃冠軍﹕2010、2011、2012

### 摩納哥
- 法甲聯賽﹕2016-17
- 法國聯賽盃亞軍﹕2017